# Eumops
Eumops é um gênero de morcegos da família Molossidae.

## Espécies
- Eumops auripendulus (Shaw, 1800)
- Eumops bonariensis (Peters, 1874)
- Eumops chimaera (Gregorin, Moras, Acosta, Vasconcellos, Poma, Rodrigues dos Santos & Paca, 2016)
- Eumops chiribaya[1] (Medina, Gregorin, Zeballos, Zamora & Moras, 2014)
- Eumops dabbenei (Thomas, 1914)
- Eumops delticus (Thomas, 1923)
- Eumops ferox (Gundlach, 1861)
- Eumops floridanus (Allen, 1932)
- Eumops glaucinus (Wagner, 1843)
- Eumops hansae (Sanborn, 1932)
- Eumops maurus (Thomas, 1901)
- Eumops nanus (Miller, 1900)
- Eumops patagonicus (Thomas, 1924)
- Eumops perotis (Schinz, 1820)
- Eumops trumbulli (Thomas, 1901)
- Eumops underwoodi (Goodwin, 1974)
- Eumops wilsoni (Baker, McDonough, Swier, Larsen, Carrera & Ammerman, 2009)